# Timolau e seus companheiros
São Timolau e cinco companheiros, segundo o historiador da igreja cristã primitiva Eusébio em seus mártires da Palestina, eram jovens que, que em 303 d.C., depois de ouvirem que as autoridades romanas de Cesareia, na Palestina, haviam condenado vários cristãos a morrer ao ser atirado a bestas selvagens na arena pública, chegou diante do governador por vontade própria, com as mãos amarradas nas costas e exigiu juntar-se a seus companheiros cristãos naquele martírio. No entanto, eles não foram jogados em animais selvagens, mas decapitados junto com outros dois homens que já estavam na prisão.

## Contexto
Existem duas versões existentes dos Mártires da Palestina de Eusébio, mas apenas na recensão mais curta é a história de Timolau e seus companheiros relatados; na recensão mais longa, Timolau não é mencionado. Eusébio esteve presente em Cesareia durante as perseguições, parte da campanha em todo o império para suprimir o Cristianismo .

## Perseguição de cristãos em Cesareia
O imperador Diocleciano ordenou que todos no Império realizassem adoração e sacrifícios aos deuses romanos. Aqueles que se recusaram a fazê-lo em Cesareia, segundo Eusébio, foram interrogados e torturados, se necessário, para tentar forçá-los a apostasia, e se nada os convencesse a realizar os sacrifícios, fossem executados.

## Timolau
O governador de Cesareia, Urban, já havia mandado dois cristãos para bestas selvagens na arena pública por se recusarem a realizar os sacrifícios aos deuses romanos. Como parte de um próximo festival, entre os espetáculos planejados estavam mais execuções desse tipo. Ao ouvir isso, um jovem, Timolau, do Ponto (no Mar Negro, na moderna Turquia), juntamente com outros cinco, "se apressou" para ir ao governador, depois de amarrar as próprias mãos nas costas, declarou-se cristão, e exigiu também ser jogado para os animais. O governador "atônito", no entanto, os prendeu por dois dias e depois decapitou junto com outros dois.

## Companheiros
Segundo Eusébio, os companheiros de Timolau na busca do martírio dessa maneira foram "Dionísio de Trípolis, na Fenícia, Rômulo, um subdiácono da paróquia de Dióspolis, Públio e Alexandre, ambos egípcios, e outro Alexandre de Gaza". Juntaram-se a outro homem que já estava na prisão, tendo sido torturado anteriormente, Agápio, e outro Dionísio, que lhe fornecera comida enquanto ele estava na prisão. Todos os oito foram decapitados no mesmo dia.

## Martírio voluntário
Era o ensino da igreja que os mártires iriam imediatamente para o céu, seriam recompensados com a coroa de um mártir e sentariam-se ao trono de Deus, ao contrário de outros que teriam que esperar pelo Dia do Julgamento. Por esse motivo, alguns cristãos confrontaram deliberadamente as autoridades romanas de perseguição com o objetivo de serem condenados à morte.